# اچ‌ام‌اس بکینتا (اف۶۹)
اچ‌ام‌اس بکینتا (اف۶۹) (به انگلیسی: HMS Bacchante (F69)) یک کشتی بود. این کشتی در سال ۱۹۶۸ ساخته شد.